# Tobias Mainda
Tobias Mainda (* 16. September 1994 in Nauen, Brandenburg) ist ein deutscher Entomologe.

## Leben
Mainda wuchs im havelländischen Nauen auf. Bereits in seiner Kindheit zeigte sich sein naturkundliches Interesse. Nachdem er im Jahr 2013 das Abitur am Nauener Goethe-Gymnasium abgelegt hatte, folgte eine Ausbildung beim Landkreis Havelland mit späterer Tätigkeit in der unteren Naturschutzbehörde in Nauen. Von 2017 bis 2021 studierte Mainda Naturschutz an der Universität Greifswald in Mecklenburg-Vorpommern. Von 2021 bis 2024 war er Master-Student im Bereich Zoologie an der Universität Greifswald.

## Forschung
Die Forschung von Mainda beschäftigt sich mit den Bereichen der Faunistik und Taxonomie von Käfern. Insbesondere die Erforschung der Käfergattungen Stenus und Megalopinus aus der Familie der Kurzflügelkäfer (Staphylinidae) stellt den Hauptteil seiner Forschung dar. So hat er u. a. mehrere Arten wissenschaftlich erstbeschrieben, wie zum Beispiel Stenus attenboroughi, welche nach Sir David Attenborough benannt ist oder Megalopinus rolandmuelleri, welche nach Roland Albert Müller benannt ist.

## Ehrungen
Nach Mainda wurden einige Arten benannt:
- Orsunius maindai, Assing, 2020[7][8] - Ein Kurzflügelkäfer (Unterfamilie Paederinae) aus Neuguinea.
- Zyras maindai, Assing, 2021[9] - Ein Kurzflügelkäfer (Unterfamilie Aleocharinae) aus Neuguinea.
- Pseudolathra maindai, Assing, 2021[10] - Ein Kurzflügelkäfer (Unterfamilie Paederinae) aus Neuguinea.
- Bironium maindai, Löbl, 2021 - Ein Kurzflügelkäfer (Unterfamilie Scaphidiinae) aus Neuguinea.
- Atomaria maindai, Esser, 2021 - Ein Schimmelkäfer aus Taiwan.